# 이광렬 (법조인)
이광렬(李光烈, 1946년 12월 6일 ~)은 청주지방법원과 서울서부지방법원에서 법원장을 역임한 법조인이다.

## 생애
1946년 12월 6일 충청남도 부여군에서 태어난 이광렬은 제18회 서울대학교 사범대학 부설고등학교와 서울대학교 법학과를 졸업하고 1972년 제14회 사법시험 합격하여 군 법무관을 마치고 1977년 대전지방법원 판사에 임용되었다. 
이후, 수원지방법원과 서울고등법원 판사와 1988년에 대법원 재판연구관을 거쳐 서울지방법원에서 부장판사, 서울고등법원에서 수석부장판사 등을 하다가 서울고등법원 부장판사로 재직하는 중에 골프접대 사건으로 사임한 김명길 인천지방법원장의 후임에 우의형 청주지방법원장이 전보되면서 공석이 된 자리에 2004년 4월 19일 승진하여 임명되었다.2005년 2월 14일 법원 정기 인사에서 서울서부지방법원으로 전보되어 법원장을 역임하였다.
취임하면서 "국민으로부터 신뢰받는 법원을 만드는 데 최선을 다할 것"이라고 말했던 청주지방법원장으로 재직할 때 국민이 참여하고 국민의 신뢰를 받는 사법부를 만들기 위한 방안의 하나로 청주시민을 대상으로 사법모니터요원을 모집하여  매달 1차례 법원 직원의 업무처리에 대한 불만 사항, 시설물 개선사항 등 법원 운영 전반에 관한 사항 등에 대해 의견을 개진하거나 건의를 받아들였던 이광렬은 2005년 2월 14일에 있었던 제2대 서울서부지방법원장 취임식에서 "최근 사법부를 둘러싼 역사적, 시대적 환경이 급변하고 있는 상황에서 친절하고 창의적인 업무자세 및 책임의식을 갖고 국민으로부터 신뢰받는 법원을 만들어 갈 것이다"며 "법원을 찾는 당사자와 민원인들에게 역지사지의 심정으로 그들의 주장에 귀 기울여 주는 열려있는 법원을 만들기 위해 노력하자"고 하면서 법관 및 직원들이 연구하고 자기 증진에 힘쓰는 법원분위기 조성을 만들기 위한 지원을 아끼지 않겠다"고 했다.
서울서부지방법원장으로 재직하다가 2005년 11월 4일 퇴직하여 변호사 이광렬 법률사무소를 개업했다. 2009년 3월에는 로만손 사외이사, 2011년 7월에 제조 하도급 분쟁조정협의회 위원장으로 선임하여 활동하였다.
서울서부지방법원에서 법원장을 하다 퇴직하고 1년 이내에 해당 법원 사건 28건을 수임하여 전관예우 논란을 빚은 이광렬은 2015년 12월에 특정경제범죄 가중처벌 등에 관한 법률(배임) 위반 혐의 및 뇌물공여 혐의로 기소된 정준양 포스코 전 회장에 대한 변호를 맡았다.

## 주요 판결
- 서울형사지방법원 합의22부 재판장으로 재직하던 1994년 10월 31일에 소윤오 부부 등 5명을 연쇄 납치 살해한 지존파 일당 김기환 등 5명에게 살인, 사체유기, 범죄단체 조직 및 가입죄 등을 적용하여 사형을 선고했다.[8] 11월 23일에 고급 승용차로 여성을 유인해 성폭행한 뒤에 나체 사진을 찍은 야타족 피고인 2명에게 징역12년을 선고했다.[9]

- 12월 6일에 원자력발전소 설비공사와 관련하여 동아그룹, 대우그룹, 삼성건설 등으로부터 거액의 뇌물을 받은 전 한국전력 사장 안병화에게 수뢰액이 5천만원 이상인 때에는 무기 또는 10년 이상의 징역에 처하는 특가법 뇌물수수죄[10]를 적용하여 징역3년 추징금 9억원을 선고하면서 2억~3억원의 뇌물을 전달한 최원석, 김우중, 박기석에게 각각 징역10월 집행유예2년을 선고했다.[11] 1995년 2월 15일에 건강 상담자 1100여명에게 잠재성 폐결핵이라는 허위 진단서를 발급하고 4억 9천여만원의 부당이득을 챙겨 1986년 기소된 정식품 회장 정재원 피고인에게 "허위 진단서를 발급했다거나 이를 통해 부당이득을 챙겼다는 증거가 부족하다"며 무죄를 선고했다.[12]
- 1995년 4월 3일에 독일 유학 중에 북한 공작원에게 포섭되어 지령을 받고 국내에 귀국하여 국가보안법위반으로 구속된 이상우(42세)에게 "김용무가 북한의 지령을 받는 공작원이라는 사실을 안 뒤에도 계속 만난 사실이 인정된다"며 징역2년6월 자격정지 2년 6월을 선고했다.[13]

- 1995년 5월 31일에 앞서 결심공판에서 피고인 측 증인으로 강제구인된 최진실이 "피고인들이 매니저를 살해할만한 일이 있었는지 느끼지 못했다"고 진술한 가운데 배병수를 살해한 피고인 2명에게 강도 살인죄를 적용하여 무기징역을 선고했다.[14]
- 1995년 6월 14일에 고속도로 확장공사에 대한 입찰 예정가를 건설회사에 미리 알려줘 낙찰받게 하면서 모두 3억 9천여만원의 뇌물을 받은 전 한국도로공사 사장 권병식에게 특가법 뇌물죄를 적용하여 징역3년6월 추징금 3억6천만원을 선고하면서 뇌물을 전달한 선경건설, 금강종합건설, 진로건설, 럭키개발 사장 4명에 대해 각각 징역8월 집행유예1년을 선고했다.[15]
- 1995년 6월 21일에 덕산그룹 박성섭 회장에게 240억원을 대출해준 뒤에 사례금 4500만원을 받은 장기신용은행장에게 특정경제범죄가중처벌법 위반(수재)으로 징역2년6월 집행유예3년 추징금 4500만원을 선고했다.[16]

- 1995년 8월 26일에 1986년 3월 길거리에서 술에 취해 주정을 부리는 시민을 파출소로 연행해 때려 숨지게 하여 유족들에 의해 고소되었다가 불기소처분된 뒤에 1990년 10월 재정신청이 받아들여져 특가법(독직폭행치사) 위반으로 불구속 기소된  전 영등포경찰서 소속 경장 이병호에게 "피해자 유족들이 민사상 손해배상을 받았고 피고인이 위암 수술을 받아 건강이 좋지 않은 점을 참작했다"며 징역3년 집행유예5년을 선고했다.[17]

- 1995년 12월 27일에 삼풍백화점 붕괴 사고로 기소된 25명에 대한 선고공판에서 삼풍백화점 회장 이준과 사장 이한상에게 업무상 과실치사죄 등을 적용하여 각각 징역10년6월과 징역7년, 건축설계사와 구조기술사에게 각각 금고3년을 선고했다. 백화점 설계 변경 등과 관련하여 뇌물을 받아 특가법(뇌물수수)위반으로 구속된 서초구청장 이충우와 황철민에게 각각 징역3년과 징역2년6월을 선고했다.[18]
- 서울고등법원 형사3부 재판장으로 재직하던 1999년 10월 28일에 1995년 한보그룹으로부터 5천만원의 뇌물을 받아 1심에서 징역5년을 선고받은 김상현 의원에게 "국정감사에서 한보 여신 문제를 거론하지 말아달라는 구체적 청탁과 관련된 것임을 입증할 수 없어 뇌물로 볼 수 없다"며 무죄를 선고했다.[19] 10월 31일에 절도 혐의로 구속되어 1심에서 징역2년 보호감호 처분이 선고된 피고인에게 "피고인이 혐의를 부인하고 감호소 출소 이후 직장 생활을 성실히 해온 점 등을 볼 때 수사기관 조사 당시 자백 진술을 그대로 믿기 힘들고 달리 범죄를 입증할 증거가 없다"며 무죄를 선고했다.[20]